# Test de la tercera derivada
El test de la tercera derivada és un mètode del càlcul matemàtic en el qual s'utilitza la tercera derivada per confirmar o comprovar els punts d'inflexió obtinguts a partir de la segona derivada. És un cas particular del criteri de la derivada d'ordre major.

## Procediment
1. Calcular la segona i tercera derivada de {\displaystyle f(x)\,}
2. Trobar els punts que compleixen que {\displaystyle f''(x)=0}.
3. S'avalua la tercera derivada, {\displaystyle f'''(x)}, amb els valors de les arrels o possibles punts d'inflexió obtinguts en el pas anterior. Si en avaluar aquest dona diferent a 0, llavors aquest valor serà un punt d'inflexió. En el cas contrari, és a dir, que dona zero, s'utilitza el criteri de la derivada de major ordre.
4. A la funció original es calcula els valors de les ordenades segons es tracti d'una o de diverses.